# بوشتيان كافاش
بوشتيان كافاش (بالسلوفينية: Boštjan Kavaš)‏ مواليد 13 سبتمبر 1978 في موسكا سوبوتا، هو لاعب كرة يد سلوفيني يلعب كظهير أيمن. يلعب حاليا مع نادي فيسوا بوتسك لكرة اليد في الدوري البولندي لكرة اليد.